# Bijacovce
Bijacovce és un poble i municipi d'Eslovàquia. Es troba a la regió de Prešov, al nord del país.

## Història
La primera referència escrita de la vila data del 1258.

## Demografia
| Godina             | 1994 | 2004   | 2014    | 2024   |
| ------------------ | ---- | ------ | ------- | ------ |
| Nombre de persones | 775  | 838    | 929     | 971    |
| Diferència         |      | +8,12% | +10,85% | +4,52% |

| Godina             | 2023 | 2024   |
| ------------------ | ---- | ------ |
| Nombre de persones | 970  | 971    |
| Diferència         |      | +0,10% |